# Panče Kumbev
Panče Kumbev, né le 25 décembre 1979 à Vélès, est un footballeur international macédonien. Il est défenseur au FK Rabotnički Skopje.

## Carrière
- 1999-2000 :  FK Borec
- 2000-2004 :  FK Pobeda Prilep
- 2004-2008 :  Dyskobolia
- 2008-2010 :  Legia Varsovie
- depuis jan. 2011 :  FK Rabotnički Skopje

### Palmarès
- Vainqueur de la Coupe de Pologne  : 2005
- Vice-Champion de Pologne : 2009
- 10 sélections (0 but)